# وایساخ
وایسساخ (به آلمانی: Weissach) یک شهر در آلمان است که در بوبلینگن واقع شده‌است.
 وایسساخ  ۷٬۶۴۰ نفر جمعیت دارد.

## شهرداران
- 1948–1972: هرمان کمپف
- 1973–1997: ولفگانگ لوکاس
- 1997–2005: رولاند پورتمن
- 2005–2006: راینهارد ریش
- 2006–2014: اورسولا کروتل
- 2014–2022: دانیل تاپفر
- از سال 2022: جنز میلو